# Championnats du monde de badminton 1977
Navigation
Jakarta 1980
Les premiers Championnats du monde de badminton se sont tenus à Malmö, en Suède, en 1977. La compétition a été organisée par la fédération internationale de badminton.

## Résultats
| Epreuve       | Or                             | Argent                             | Bronze                              |
| ------------- | ------------------------------ | ---------------------------------- | ----------------------------------- |
| Simple hommes | Flemming Delfs                 | Svend Pri                          | Iie Sumirat                         |
| Simple hommes | Flemming Delfs                 | Svend Pri                          | Thomas Kihlström                    |
| Simple dames  | Lene Køppen                    | Gillian Gilks                      | Hiroe Yuki                          |
| Simple dames  | Lene Køppen                    | Gillian Gilks                      | Margaret Lockwood                   |
| Double hommes | Tjun Tjun et Johan Wahjudi     | Christian Hadinata et Ade Chandra  | Bengt Fröman et Thomas Kihlström    |
| Double hommes | Tjun Tjun et Johan Wahjudi     | Christian Hadinata et Ade Chandra  | Ray Stevens et Mike Tredgett        |
| Double dames  | Etsuko Toganoo et Emiko Ueno   | Joke van Beusekom et Marjan Ridder | Margaret Lockwood et Nora Perry     |
| Double dames  | Etsuko Toganoo et Emiko Ueno   | Joke van Beusekom et Marjan Ridder | Inge Borgström et Pia Nielsen       |
| Double mixte  | Steen Skovgaard et Lene Køppen | Derek Talbot et Gillian Gilks      | Mike Tredgett et Nora Perry         |
| Double mixte  | Steen Skovgaard et Lene Køppen | Derek Talbot et Gillian Gilks      | Billy Gilliland et Joanne Flockhart |

## Tableau des médailles
| Rang | Nation     | Or | Argent | Bronze | Total |
| ---- | ---------- | -- | ------ | ------ | ----- |
| 1    | Danemark   | 3  | 1      | 1      | 5     |
| 2    | Indonésie  | 1  | 1      | 1      | 3     |
| 3    | Japon      | 1  | 0      | 1      | 2     |
| 4    | Angleterre | 0  | 2      | 4      | 6     |
| 5    | Pays-Bas   | 0  | 1      | 0      | 1     |
| 6    | Suède      | 0  | 0      | 2      | 2     |
| 7    | Écosse     | 0  | 0      | 1      | 1     |